# Pamír főút
A Pamír főút, más néven M41-es út a Pamír hegységen keresztül vezető főút, amely Tádzsikisztánon keresztül fut és Afganisztánt, Üzbegisztánt, valamint Kirgizisztánt érinti.

## Leírása
A Pamíron átvezető utak évezredek óta szolgálnak a kereskedelem céljára. Az orosz cárok ideje előtt mint a selyemút egyik ága volt ismert, melyen a kereskedők szállítottak árukat. 
A mai úgynevezett M41-es autópályát a szovjetek még valamikor az 1930-as években kezdték építeni, de csak 1970-ben lett lebetonozva. Ez az M41 köti össze Biskeket (Kirgizisztán) Dusanbéval (Tádzsikisztán). A világ legmagasabban fekvő útjaként lett ismert, nagy része 4000 méter feletti magasságban, hegyi átjárókkal 4600 feletti magasságban található.

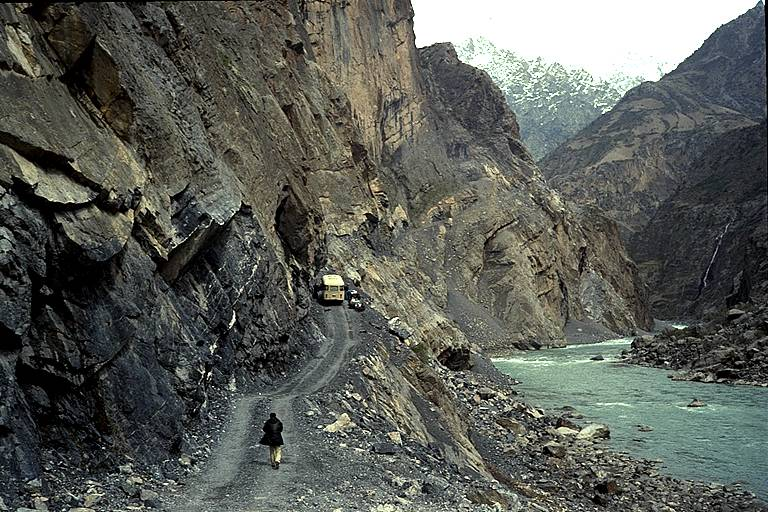
Dusanbe és Khorog között

## Külső hivatkozások
- 2019 09 05 de Murgob à Dzhiland – YouTube-videó